# Маттеуччи, Роза
Ро́за Маттеу́ччи (итал. Rosa Matteucci, род. 1960, Орвието, Умбрия) — итальянская писательница.

## Биография
Окончила факультет политологии в Римском университете Сапиенца, обсуждая свою диссертацию с Джулиано Амато.
Её дебютный роман «Лурд», опубликованный в 1998 году, стал лауреатом в 1999 году премии Багутта в категории «Первые работы» и премии Гринцане Кавур в категории «Молодой автор-дебютант». Книга также стала финалистом премии Бергамо.
В 2003 году опубликовала роман «Libera la Karenina che è in te», финалист премии Виареджо.
В 2007 году вышел «Cuore di mamma», лауреат премии Гринцане Кавур в секции итальянской художественной литературы и премии Неаполя.
В 2007 году она выиграла премию, объявленную журналом «Lo Straniero» под редакцией Гоффредо Фоти, со следующей мотивацией: это один из самых уверенных, оригинальных и необходимых голосов итальянского романа, напоминающий о провинциальном мире, об Умбрии, которая, однако, универсальна в своём одиночестве и нищете, с языком с оригинальной диалектной основой, а с точки зрения отчуждения без искупления — трагикомического страдания.
В 2008 году она опубликовала роман «Индия для девушек» (итал. India per signorine), рассказывающий об индийском опыте писательницы.
В 2010 году она опубликовала роман «Tutta mio papre», с которым стала финалистом премии Стрега и получила премию Бранкати.
В 2012 году Маттеуччи опубликовала роман «Женщины прощают всё, кроме молчания».
В 2016 году она опубликовала роман «Costellazione familiare», «маленький театр привязанности, одновременно острый и гротескный, где смех постоянно чередуется с разбитым сердцем».
В 2022 году выпущена книга «Жизнь снова побеждает» для Industria & Letteratura в итальянском и украинском издании (перевод Маркиана Прокоповича).
Она снялась в фильмах «Мне нравится работать (Моббинг)» (2004) режиссёра Франчески Коменчини и «Тигр и снег» (2005) режиссёра Роберто Бениньи.